# Shagarakti-Shuriash

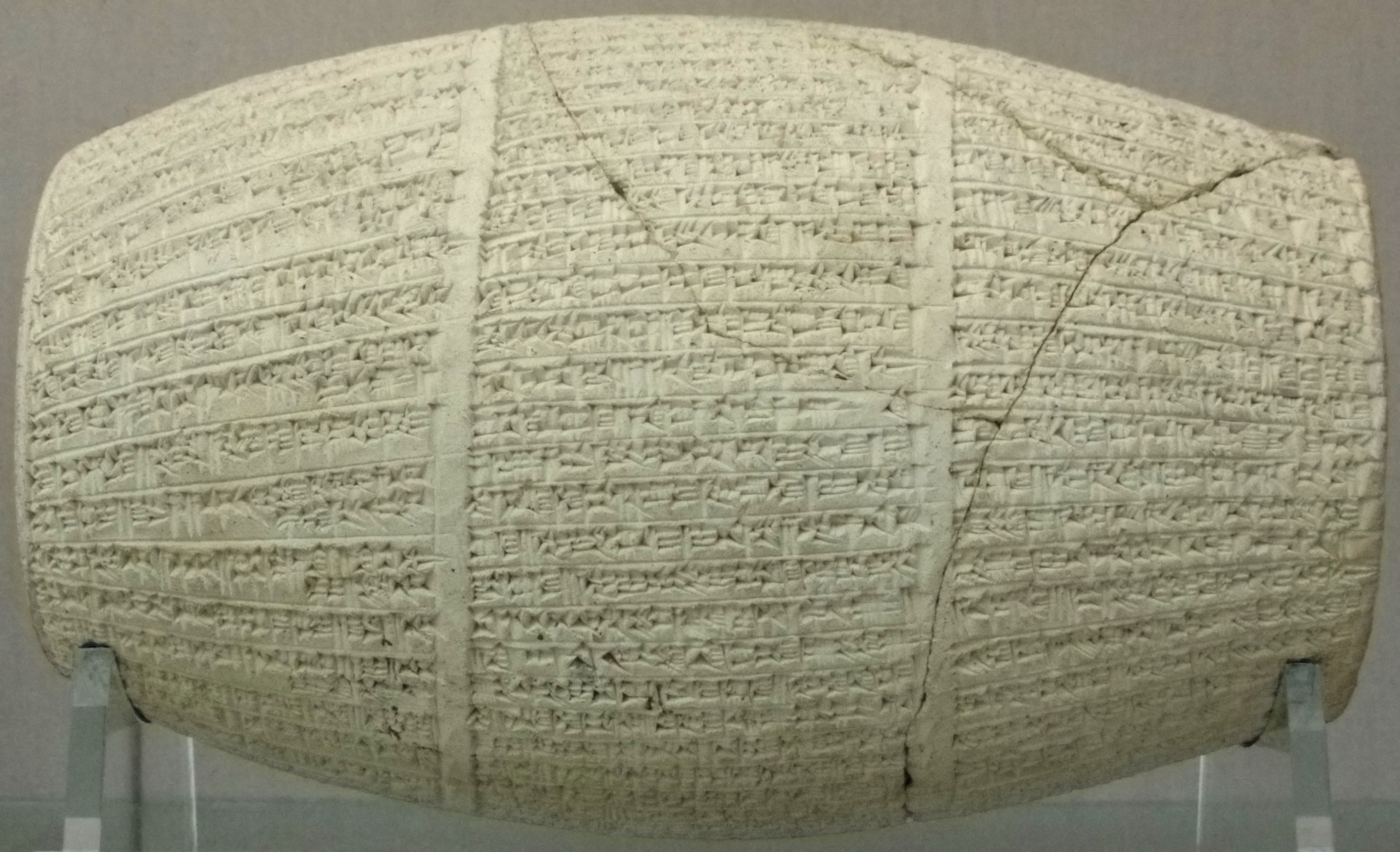
Cilindro de Nabónido, que nombra a Shagarakti-Shuriash como constructor del templo Eulmash

Shagarakti-Suriash fue hijo y sucesor de Kudur-Enlil como rey de Babilonia, Akkad, País del Mar y Khana. Reinó en el período 1245-1233 a. C. (cronología corta).
Le sucedió su hijo Kashtiliash IV.
La Lista A de reyes babilonios nombra a Kudur-Enlil como su padre, pero no hay confirmación de inscripciones contemporáneas, y los reinados son demasiado cortos en este período para permitir establecer una genealogía con esta lista de reyes. También aparece su nombre en una carta dirigida por el rey asirio Tukulti-Ninurta I a un rey hitita, posiblemente, Suppiluliuma II. El texto no está bien conservado, pero la frase “no-hijo de Kudur-Enlil”, es aparentemente usada para describirle.
Šagarakti-Šuriaš construyó el santuario de Eulmaš para la diosa guerrera Ištar-Annunītu, en la ciudad de Sippar-Amnanum. Nabónido (556-539 a. C.), el último rey del Imperio neobabilónico, lo registró en uno de sus cuatro cilindros, llamados cilindros de Nabónido.